# Thorleif Haug
Thorleif Haug (ur. 29 września 1894 w Lier, zm. 12 grudnia 1934 w Drammen) – norweski narciarz klasyczny, trzykrotny złoty medalista olimpijski oraz srebrny medalista mistrzostw świata.

## Kariera
Największe sukcesy odniósł podczas igrzysk olimpijskich w Chamonix w 1924, gdzie zdobył trzy złote medale: w biegach na 18 km i 50 km oraz w kombinacji norweskiej. W konkursie skoków narciarskich został początkowo sklasyfikowany na 3. miejscu, ale w 1974 wykryto błąd w obliczeniach i medal przypadł Andersowi Haugenowi, a Hauga przesunięto na 4. miejsce.
Haug zdobył srebrny medal w kombinacji norweskiej podczas mistrzostw świata w Lahti w 1926. Podczas Tygodnia Holmenkollen sześć razy wygrał bieg na 50 km w latach: 1918, 1919, 1920, 1921, 1923 i 1924, co do dziś pozostaje rekordem. Na tych samych zawodach trzy razy wygrywał kombinację norweską (w 1919, 1920 i 1921).
W 1919 otrzymał medal Holmenkollen wraz z norweskim skoczkiem narciarskim Otto Aasenem.
Zmarł na zapalenie płuc w 1934.

## Osiągnięcia w kombinacji norweskiej

### Igrzyska olimpijskie
| Miejsce | Dzień    | Rok  | Miejscowość | Konkurencja   | Wynik zwycięzcy | Strata | Zwycięzca |
| ------- | -------- | ---- | ----------- | ------------- | --------------- | ------ | --------- |
| 1.      | 4 lutego | 1924 | Chamonix    | Indywidualnie | 18,906 pkt      | –      | –         |

### Mistrzostwa świata
| Miejsce | Dzień    | Rok  | Miejscowość | Konkurencja   | Wynik zwycięzcy | Strata    | Zwycięzca            |
| ------- | -------- | ---- | ----------- | ------------- | --------------- | --------- | -------------------- |
| 2.      | 4 lutego | 1926 | Lahti       | Indywidualnie | 37,125 pkt      | 2,710 pkt | Johan Grøttumsbråten |

## Osiągnięcia w biegach narciarskich

### Igrzyska olimpijskie
| Miejsce | Dzień       | Rok  | Miejscowość | Konkurencja             | Wynik zwycięzcy | Strata | Zwycięzca |
| ------- | ----------- | ---- | ----------- | ----------------------- | --------------- | ------ | --------- |
| 1.      | 30 stycznia | 1924 | Chamonix    | 50 km stylem klasycznym | 3:44:32         | –      | –         |
| 1.      | 2 lutego    | 1924 | Chamonix    | 18 km stylem klasycznym | 1:14:31,4       | –      | –         |

## Osiągnięcia w skokach narciarskich

### Igrzyska olimpijskie
| Miejsce | Dzień    | Rok  | Miejscowość | Konkurencja       | Wynik zwycięzcy | Strata    | Zwycięzca          |
| ------- | -------- | ---- | ----------- | ----------------- | --------------- | --------- | ------------------ |
| 4.      | 4 lutego | 1924 | Chamonix    | Skocznia normalna | 18,960 pkt      | 1,147 pkt | Jacob Tullin Thams |

### Mistrzostwa świata
| Miejsce | Dzień    | Rok  | Miejscowość | Konkurencja   | Wynik zwycięzcy | Strata | Zwycięzca          |
| ------- | -------- | ---- | ----------- | ------------- | --------------- | ------ | ------------------ |
| DNF     | 4 lutego | 1926 | Lahti       | Indywidualnie | 113,880 pkt     | –      | Jacob Tullin Thams |